# جک وولی
جک وولی (انگلیسی: Jack Woolley؛ زادهٔ ۲۳ سپتامبر ۱۹۹۸) تکواندوکار اهل جمهوری ایرلند است. او در بازی‌های المپیک تابستانی ۲۰۲۰ نماینده ایرلند در دستهٔ ۵۸ کیلوگرم مردان بود. او در دور ۳۲ به لوکاس گوزمان آرژانتینی باخت.
او آشکارا همجنسگرا است.
در روز جمعه ۱۳ اوت ۲۰۲۱، پنج روز پس از پایان مسابقات المپیک تابستان، «گروهی ۸ تا ۱۲ نفره» از مردان و زنان به او حمله کردند به طوری که بعد از آن حمله، وولی در بیمارستان بستری شد.